# Royaume enchanté de Disney

Royaume enchanté de Disney, en Californie.

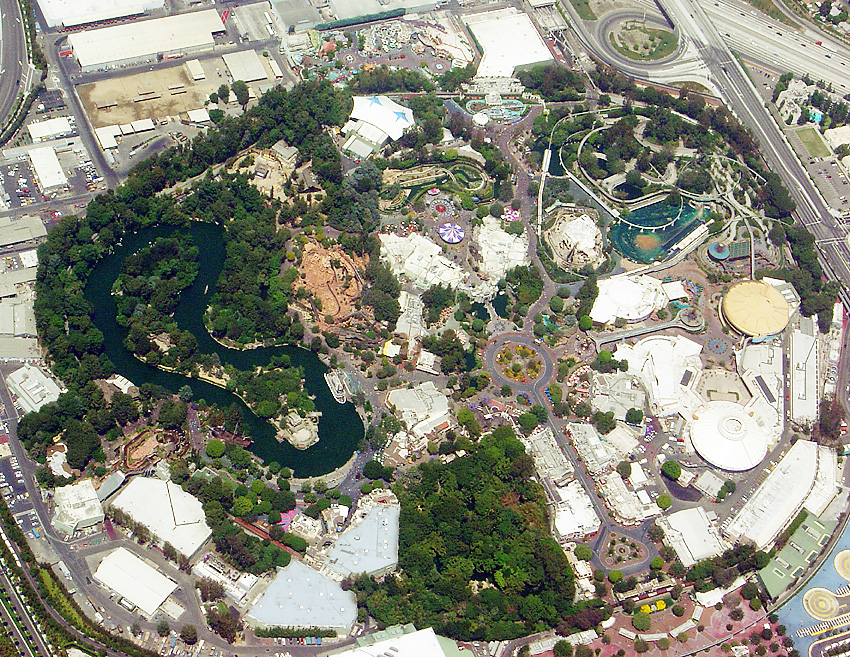
Vue aérienne de Disneyland, en 2004.

Un « Royaume enchanté » de Disney (Magic Kingdom) est un type particulier de parc à thèmes Disney répondant à plusieurs caractéristiques, celles définies par Walt Disney pour le parc Disneyland. C'est depuis l'ouverture d'Epcot en 1982 que les parcs Disney peuvent être divisés en deux catégories : les Royaumes enchantés et les autres parcs.
Les caractéristiques du Royaume enchanté ont été élaborées en 1955 par Walt Disney, lors de la construction en Californie de son premier parc à thèmes, appelé Disneyland, puis précisées en 1971 avec le deuxième parc, Magic Kingdom en Floride. Le concept de Royaume enchanté fut confirmé à cette occasion : le parc se divise en plusieurs secteurs appelés lands (« pays ») avec des thèmes et des attractions récurrentes, qui peuvent s'inspirer des longs métrages (d'animation traditionnelle, de synthèse ou même en prises de vue réelles) de la Walt Disney Company.
Les autres parcs Disney sont également partagés en secteurs, mais avec des dénominations, des thèmes et des attractions totalement différents et diversifiés. C'est le cas d'Epcot (thème : le futur, lands : Future World et Word Showcase), de Tokyo DisneySea (lands : Mediterranean Harbor, Port Discovery) ou encore des parcs Disney's Hollywood Studios et Walt Disney Studios (thème : le cinéma, lands : Backlot et Animation Courtyard).

## Le concept de Royaume enchanté
Le concept de Royaume enchanté se base sur la réunion de plusieurs zones thématiques, appelées lands. Chaque land est « une exagération de la réalité afin d'évoquer des sentiments de nostalgie » chez les visiteurs. L'exagération passe par la mise en exergue de détails forts en émotion au détriment d'une stricte conformité ou à l'authenticité de ces détails.
Certaines caractéristiques varient mais des constantes sont apparues avec les différentes implémentations du concept :
- on accède au parc par une grande voie piétonne (Main Street, USA axée sur le Midwest du 20e siècle, World Bazaar ou encore Mickey Avenue) ;
- puis l'on arrive à une place centrale (dite hub, Central Plaza ou encore Gardens of Imagination) dominée par un château de conte de fées faisant face à l'entrée du parc.

Autour de la place centrale, le parc se divise en plusieurs sections appelées lands :
- à droite se trouve Tomorrowland ou Discoveryland, des lands axés sur le futur ;
- à gauche se trouvent Frontierland / Westernland et Adventureland / Adventure Isle, les premiers axés sur l'Ouest américain, et les seconds sur les tropiques ;
- derrière le château se trouve Fantasyland, un land axé sur les contes de fées.

Le plus souvent, un train entoure le parc et permet aux visiteurs de se rendre rapidement d'un land à un autre.
D'autres lands peuvent être présents dans certains parcs, comme Critter Country et Mickey's Toontown (Disneyland, Tokyo Disneyland), Liberty Square et New Orleans Square (respectivement au Magic Kingdom et à Disneyland), Grizzly Gulch, Mystic Point et Toy Story Land à Hong Kong Disneyland, etc. Et certains lands peuvent en remplacer d'autres (à Shanghai Disneyland, Treasure Cove remplace Frontierland).
À noter que la disposition des lands du parc Shanghai Disneyland est la symétrie verticale de celle des autres Royaumes enchantés : Tomorrowland est à gauche, et les zones de dépaysement à droite.

## Leslands
| Nom du land      | Thème | Situation                                                        | Image |
| ---------------- | --- | ---------------------------------------------------------------- | ----- |
| Main Street, USA | Ville du Midwest au 20e siècle. Inspirée de Marceline, ville du Missouri où a grandi Walt Disney.                           | Disneyland, Magic Kingdom, Parc Disneyland, Hong Kong Disneyland |       |
| World Bazaar     | Idem que Main Street, USA. Couvert par une verrière de style victorien.                                                     | Tokyo Disneyland                                                 |       |
| Mickey Avenue    | Rue inspirée des dessins animés de la Walt Disney Company. Architecture axée sur l'imaginaire et l'univers de Mickey Mouse. | Shanghai Disneyland                                              |       |

| Nom du land   | Thème                                                                                      | Situation                                                                              | Image |
| ------------- | ------------------------------------------------------------------------------------------ | -------------------------------------------------------------------------------------- | ----- |
| Tomorrowland  | Vision fantasque du futur au 20e siècle. Cette section varie beaucoup d'un parc à l'autre. | Disneyland, Magic Kingdom, Tokyo Disneyland, Hong Kong Disneyland, Shanghai Disneyland |       |
| Discoveryland | Visionnaires du 19e siècle, dont Jules Verne. Architecture rétrofuturiste et steampunk.    | Parc Disneyland                                                                        |       |

| Nom du land | Thème                                                                                    | Situation                                                                                               | Image |
| ----------- | ---------------------------------------------------------------------------------------- | --- | ----- |
| Fantasyland | Village de contes de fées. Architectures médiévale et Tudor adaptées aux contes de fées. | Disneyland, Magic Kingdom, Tokyo Disneyland, Parc Disneyland, Hong Kong Disneyland, Shanghai Disneyland |       |

| Nom du land    | Thème | Situation                                                                                               | Image |
| -------------- | --- | --- | ----- |
| Adventureland  | Vision romancée des zones tropicales. | Disneyland, Magic Kingdom, Tokyo Disneyland, Parc Disneyland, Hong Kong Disneyland, Shanghai Disneyland |       |
| Adventure Isle | Camp de base de la League of Adventurers (« ligue des aventuriers »), implanté dans la jungle, près d'un village de natifs qui accueille des aventuriers depuis la première expédition de la ligue, en 1935. | Shanghai Disneyland                                                                                     |       |
| Treasure Cove  | Ville portuaire espagnole du XVIIIe siècle située dans les Caraïbes en proie à la piraterie. | Shanghai Disneyland                                                                                     |       |

| Nom du land                 | Thème                                                                                   | Situation                                                    | Image |
| --------------------------- | --------------------------------------------------------------------------------------- | ------------------------------------------------------------ | ----- |
| Frontierland ou Westernland | Conquête de l'Ouest américain.                                                          | Disneyland, Magic Kingdom, Tokyo Disneyland, Parc Disneyland |       |
| Grizzly Gulch               | Ville minière abandonnée dans l'Ouest américain, que se sont appropriée des grizzlis. . | Hong Kong Disneyland                                         |       |
| Critter Country             | Village amérindien.                                                                     | Disneyland, Tokyo Disneyland                                 |       |

| Nom du land              | Thème | Situation                                                     | Image |
| ------------------------ | --- | ------------------------------------------------------------- | ----- |
| Gardens of Imagination   | Jardins sur le thème du zodiaque chinois, de l'amitié et du bonheur. Seul land à occuper le hub d'un Royaume enchanté. | Shanghai Disneyland                                           |       |
| Liberty Square           | Ville coloniale américaine du 18e siècle. Comporte une réplique de la Liberty Bell et du Liberty Tree.                 | Magic Kingdom                                                 |       |
| Mickey's Toontown        | Toonville et univers de Mickey Mouse.                                                                                  | Disneyland, Tokyo Disneyland                                  |       |
| Mystic Point             | Forêt vierge où des phénomènes surnaturels et mystérieux se produisent.                                                | Hong Kong Disneyland                                          |       |
| New Orleans Square       | La Nouvelle-Orléans, en Louisiane, au 19e siècle.                                                                      | Disneyland (Tokyo Disneyland comporte un mini-land semblable) |       |
| Star Wars: Galaxy's Edge | Star Wars | Disneyland                                                    |       |
| Toy Story Land           | Univers de Toy Story                                                                                                   | Hong Kong Disneyland, Shanghai Disneyland                     |       |
| Zootopia                 | Zootopie | Shanghai Disneyland                                           |       |

Pour le parc Disneyland, les idées derrière chacun des lands sont les suivantes :
- Main Street USA est l'évocation d'une ville américaine en pleine croissance au début du XXe siècle empreinte de l'esprit américain[2].
- Adventureland est une version romancée des zones tropicales[1].
- Frontierland est une version idéalisée des villes du Far West[1].
- Fantasyland est une combinaison d'un carnaval médiéval, d'un village alpin et du style architectural Tudor[1].
- Tomorrowland est une vision fantasque du futur comme il n'existera jamais[1].

### Les attractions phares
- Disneyland Railroad

#### Fantasyland
- Château de la Belle au bois dormant, de Cendrillon Enchanted Storybook Castle ou Castle of Magical Dreams
- Carrousel à chevaux
- It's a Small World

#### Adventureland
- Disneyodendron (aussi appelé Swiss Family Treehouse, Tarzan's Treehouse ou encore La Cabane des Robinsons)
- Pirates of the Caribbean (absent à Hong Kong Disneyland et présent dans un autre land à Shanghai Disneyland)

#### Frontierland
- Phantom Manor (uniquement au Parc Disneyland)
- Big Thunder Mountain

#### Tomorrowland
- Space Mountain

### Les parcs Royaume enchanté
- Disneyland, situé aux États-Unis en Californie et ouvert en 1955.
- Magic Kingdom, situé aux États-Unis en Floride et ouvert en 1971.
- Tokyo Disneyland, situé au Japon et ouvert en 1983.
- Parc Disneyland, situé en France et ouvert en 1992.
- Hong Kong Disneyland, situé en Chine (Hong Kong) et ouvert en 2005.
- Shanghai Disneyland, situé en Chine et ouvert en 2016.

Certaines sociétés autres que Disney ont aussi repris le même concept avec parfois des copies quasi-conformes :
- Nara Dreamland, près de Nagoya au Japon désormais fermé depuis fin 2006 ;
- Beijing Shijingshan Amusement Park en Chine ouvert en septembre 1986 et rouvert en mai 2007.

D'autres sociétés ont imité certaines attractions.
- Pirates of the Caribbean avec Los Piratas, à Bellewaerde en Belgique ;
- Space Mountain avec Eurosat, Pirates of the Caribbean avec Piraten in Batavia et Haunted Mansion avec Castello dei Medici ; à Europa-Park, en Allemagne.

### Les éléments non intégrés
Plusieurs tentatives de modification du schéma de base ont été tentées, du moins conçues, principalement par l'ajout de land. Certains projets ne dépassèrent pas le concept et d'autres ont été fermés après quelques années d'existence.
L'un d'eux, Holidayland, était une aire de pique-nique située à l'extérieur du Disneyland Railroad, ouverte le 16 juin 1957 et fermée en 1961. Un cirque sous chapiteau, le Mickey Mouse Club Circus fut installé dans cette zone, puis elle a été utilisée comme espace pour réunions d'entreprise. Elle se situait à l'emplacement où ont été construits le second bâtiment de Pirates of Caribbean et Haunted Mansion, et possédait sa propre entrée.

## Autres types de parcs Disney
La société Walt Disney Parks and Resorts possède d'autres parc aux caractéristiques différentes.

### Parcs à thèmes
- Walt Disney World Resort :
  - Epcot (ouvert en 1982)
  - Disney's Hollywood Studios (ouvert en 1989)
  - Disney's Animal Kingdom (ouvert en 1998)
- Disneyland Resort :
  - Disney California Adventure (ouvert en 2001)
- Tokyo Disney Resort
  - Tokyo DisneySea (ouvert en 2001)
- Disneyland Paris
  - Parc Walt Disney Studios (ouvert en 2002)

### Parcs aquatiques
- Walt Disney World Resort :
  - Disney's River Country (1976–2001)
  - Disney's Typhoon Lagoon (ouvert en 1989)
  - Disney's Blizzard Beach (ouvert en 1995)

### Projets non réalisés
Disney a aussi développé des projets non réalisés d'autres de types de parcs.
- DisneySea
- Disney's America
- WestCOT

## Analyse
Pour Joe Flower, les parcs à thèmes Disneyland respectent la « formule Disney. » Il explique que « Alors que le monde semble devenir de plus en plus violent et chaotique, Disney a créé un un univers contrôlé et compréhensible qui permet aux adultes et aux enfants de se soustraire, d'éviter la confrontation aux terreurs modernes ». Dans les années 1950 et 1960, Disney devient une icône commerciale et « le public retourne à Disneyland, regarde un film Disney ou achète un disque Disney car il sait qu'il aura un produit bon, propre, avec des valeurs familiales sans sexe, un minimum de violence et une fin heureuse ». Alors que les autres parcs de loisirs embrouillent les sens, sans thème, sans questions ni réponses, Disneyland en contraste parle de quelque chose où chaque zone, chaque attraction raconte une histoire. Parmi les valeurs présentent dans le parc, Fowler cite l'audace, la vertu ou l'innocence mais aussi un avenir meilleur où les vilaines choses du passé ont disparu comme les pirates ou les détrousseurs de trains. Ces valeurs sont aussi présentent dans les films avec une force morale et une énergie indéfinissable sous-tendue par la sincérité. Pour Fowler, toute l'entreprise Disney de cette époque est une extension de la personnalité de son fondateur Walt Disney. Même l'organisation du parc Disneyland est une forme d'autobiographie en béton et bois avec l'entrée dans Main Street, lieu idéalisé de la prime jeunesse de Disney à Marcelline puis les zones de l'aventure, de la fantaisie ou du futur.